# Berberis negeriana
Berberis negeriana là một loài thực vật có hoa trong họ Hoàng mộc. Loài này được Tischler mô tả khoa học đầu tiên năm 1902.